# Dusona lamellator
Dusona lamellator là một loài tò vò trong họ Ichneumonidae.